# آیدل ژاپنی
آیدل ژاپنی (انگلیسی: Japanese idol) نوعی سرگرمی است که برای تصویر، جذابیت و شخصیت در فرهنگ پاپ ژاپنی به بازار عرضه شده‌است. آیدل‌ها در درجه اول خوانندگانی هستند که در زمینه بازیگری، رقصیدن و مدلینگ آموزش دیده‌اند. آیدل‌ها از طریق کالا و تاییدیه‌های آژانس‌های عامل استعدادیابی، در حالی که یک رابطه کنش متقابل فرااجتماعی با یک پایگاه هواداران مصرف‌کننده وفادار مالی حفظ می‌کنند، تجاری می‌شوند.